# Punk i Sverige

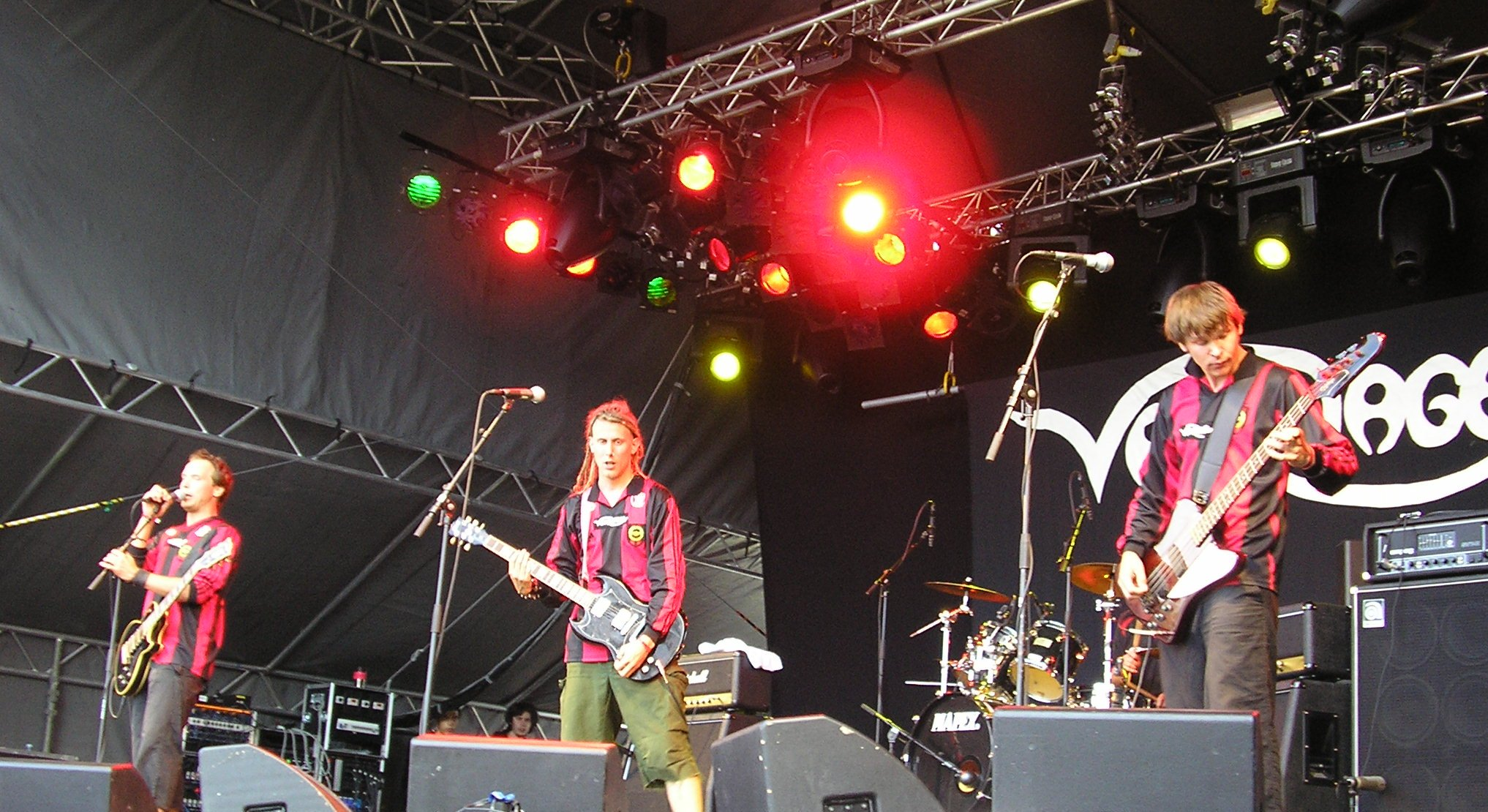
Varnagel på Augustibuller.

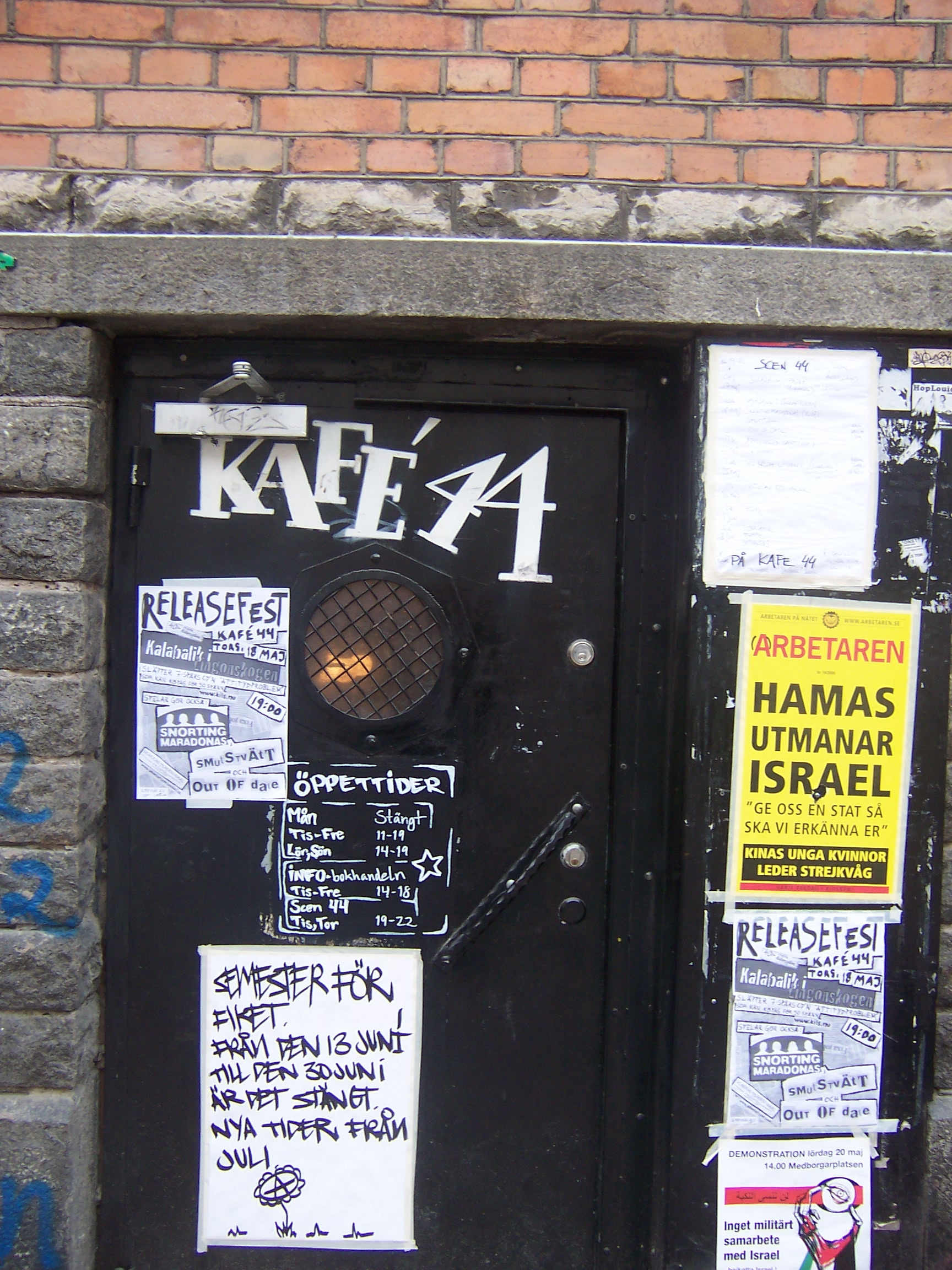
Kafé 44, en klubb i Stockholm med socialistisk och autonom inriktning.

Punken kom till Sverige under slutet av 1970-talet, då rörelsen startat i Storbritannien, och blev en framträdande subkultur på flera orter i Sverige. Punkare hamnade ofta i bråk med raggare.
Bland svenska punkband kan nämnas främst Ebba Grön, men även Asta Kask, Stockholms Negrer, Dålig Isolering och KSMB. Internationellt uppmärksammades den svenska punken först när den började övergå till hardcore i början av 1980-talet. Punken tynade bort under slutet av 1980-talet samtidigt som hårdrockare och syntare blev mer vanliga, och nynazisterna tog över skinnskallemodet, men den fick en viss nyrekrytering under 1990-talet, delvis genom trallpunken, straight edge-rörelsen, autonom vänster och skatepunken.
I den svenska punkens begynnelse fanns det ett flertal kulturföreningar med inriktning mot punk. En av de första av dessa var Oasen i Rågsved, följd av ställen som Ultrahuset i Haninge och Vita huset, Täby. Liknande ställen där det idag spelas mycket punk är Kafé 44 på Södermalm i Stockholm och Verket i Umeå.

## Källhänvisningar
1. ↑  http://www.punktjafs.com/ny/raggare-punkare/tors_inte_go_ut.html